# Gurney Halleck
Gurney Halleck is een personage in het Duin-universum, gecreëerd door Frank Herbert.
Halleck werd geboren op de planeet Giedi Prime, als zoon van twee slaven in de steengroeven die persoonlijk eigendom waren van Huis Harkonnen. Op twintigjarige leeftijd is hij hulpeloos getuige van de ontvoering van zijn zus Beth en later, met woede en een even onvermogen om weerstand te bieden van haar dood door Glossu Rabban.
Nadat hij van zijn thuisplaneet is ontsnapt, sluit hij zich na jaren van rondzwerven aan bij de zaak van graaf Dominic Vernius en zijn smokkelaarsvrienden op Salusa Secundus. Na de dood van de gevallen edelman bereikt hij clandestien de planeet Caladan, waar hij Atreides en zijn zoon Leto in dienst stelt van de hertog, na een jarenlange opleiding aan de Ginaz-school, waarvan hij een van de grootste wapenmeesters wordt. Halleck is verantwoordelijk voor de militaire opleiding en veiligheid van  de zoon van hertog Leto, Paul Atreides, van wie hij een goede vriend en grote vertrouweling wordt. Hij is ook een goede vriend van Duncan Idaho en Thufir Hawat, de belangrijkste medewerkers van de hertog.
Wanneer de Harkonnen en Sardaukar de planeet Duin aanvallen, is Halleck een van de weinige mannen die aan het bloedige bloedbad ontsnapt en zich aansluit bij een groep specerijensmokkelaars. Twee jaar later ontmoet hij Paul opnieuw, die inmiddels de Vrijmans-identiteit heeft aangenomen van Muad'Dib, de Messias van Duin, met wie hij opnieuw meedoet in de strijd tegen de gehate Harkonnen. Wanneer Paul Atreides keizer wordt van het bekende universum, ontvangt Halleck de titel van hertog van Caladan van de soeverein, waarmee hij asiel verleent aan Vrouwe Jessica, de moeder van Paul.
Gurney is niet alleen een groot zwaardvechter, maar staat ook bekend om zijn zang- en muzikale vaardigheden, omdat hij een gewaardeerde Baliset-speler is (een muziekinstrument met negen snaren).

## In bewerkingen
In de film Dune uit 1984 wordt het personage gespeeld door Patrick Stewart en de films Dune uit 2021 en het vervolg uit 2024 door Josh Brolin. In de miniseries Dune en in het vervolg Children of Dune werd het personage gespeeld door P.H. Moriarty.